# Bogusław Chrabota
Bogusław Tadeusz Chrabota (ur. 30 grudnia 1964 w Krakowie) – polski dziennikarz telewizyjny i prasowy, publicysta i pisarz, z wykształcenia prawnik, w latach 2013–2024 redaktor naczelny dziennika „Rzeczpospolita”.

## Życiorys

### Rodzina i wykształcenie
Rodzina dziadka od strony ojca pochodziła z Bronowic. W wywiadzie dla Barbary Fedoniuk z Radia Olsztyn w 2014 Bogusław Chrabota wspominał, że jego ojciec należał do PZPR, matka natomiast wywodziła się z religijnej katolickiej rodziny, osiadłej po wojnie w Zabrzu. W mieście tym był wychowywany przez dziadków.
W 1989 ukończył studia prawnicze na Wydziale Prawa i Administracji Uniwersytetu Jagiellońskiego. Przebywał na różnych stypendiach w Stanach Zjednoczonych (w 1990 był stypendystą Departamentu Stanu Stanów Zjednoczonych, w 1991 uniwersytetów Hartford, UMASS, Boston College i Columbia, w 1993 National Forum Foundation). Od 1990 do 1992 był doktorantem w Instytucie Nauk Politycznych UJ.

### Działalność zawodowa
W latach 80. był współpracownikiem m.in. „brulionu”, „Tumultu”, „Promienistych”. Publikował również w „Tygodniku Powszechnym” i „Znaku”. W latach 90. pisał do „Czasu Krakowskiego”, był też felietonistą czasopisma „Press”. Jego artykuły ukazywały się później również w „Ozonie”, „Newsweeku”, „Wprost”. Był współzałożycielem Krakowskiego Towarzystwa Przemysłowego (1987).
Po 1989 został dziennikarzem Krakowskiego Ośrodka TVP. Pracę tę otrzymał – jak sam wspomniał w jednym z wywiadów – od Bogdana Klicha, ówczesnego szefa informacji TVP Kraków. Od 1992 do 1993 pełnił funkcję zastępcy redaktora naczelnego Telewizyjnej Agencji Informacyjnej.
W 1993 objął stanowisko dyrektora programowego Polsatu. Później był szefem anteny, szefem informacji i publicystyki, był też pomysłodawcą różnych programów, w tym m.in. Graffiti, Plus Minus, Ring, serialu Świat według Kiepskich. Współtworzył m.in. programy Na każdy temat, Idź na całość, Bar. Był autorem formatu i producentem programu Państwo w państwie. Od 2008 związany z Polsat News, gdzie zaczął prowadzić magazyn Wydarzenia Opinie Komentarze, a wcześniej był gospodarzem magazynu To był dzień. Komentator Tok FM, Radiowej Trójki, Polskiego Radia RDC i Radia PiN. Zajął się również prowadzeniem wykładów z dziennikarstwa m.in. na Uniwersytecie Warszawskim.
19 grudnia 2012 został powołany na stanowisko redaktora naczelnego dziennika „Rzeczpospolita”, które objął 2 stycznia 2013. W czerwcu 2018 wybrany na funkcję prezesa zarządu Izby Wydawców Prasy na okres trzyletniej kadencji. Objął też funkcję wiceprezesa zarządu European Newspaper Publishers Association z siedzibą w Brukseli
W czerwcu 2020 został dziennikarzem stacji Polsat News jako jeden z prowadzących programy Państwo to My oraz Prezydenci i premierzy. W grudniu tego samego roku kierownictwo internetowej rozgłośni Halo.Radio poinformowało, że Bogusław Chrabota został jej stałym komentatorem wydarzeń społeczno-politycznych. W październiku 2024 na funkcji redaktora naczelnego „Rzeczpospolitej” zastąpił go Michał Szułdrzyński; Bogusław Chrabota objął natomiast funkcję redaktora naczelnego wydawnictwa Gremi Media.
W maju 2025 został przewodniczącym rady programowej Polskiej Agencji Prasowej.

### Działalność artystyczna
W 2006 razem z grupą Yeednoo wydał album Yeednoo, na którym pod pseudonimem Jabro Bogota wystąpił jako wokalista. Współautor muzyki ilustracyjnej do książki Mistyka pustyni, a także członek Polskiego Stowarzyszenia Bluesowego. W kadencji 2016/2017 prezydent na Interdyscyplinarnym Festiwalu Sztuk Miasto Gwiazd w Żyrardowie.

## Odznaczenia i wyróżnienia
- Krzyż Oficerski Krzyżem Oficerskim Orderu Odrodzenia Polski (2014)[16]
- Krzyże Orderu Pro Merito Melitensi (2022)[17]
- Medal „Niezłomnym w słowie” (2011)[18]
- Nagroda SGH dla najlepszego dziennikarza gospodarczego 2024 (2025)[19].

## Życie prywatne
Żonaty z prawniczką Dorotą Chrabotą, kandydatką Nowoczesnej do parlamentu. Mają dwie córki.

## Wybrane publikacje
- Rysunki anatomiczne, tom poezji, Kraków: „Inter-Esse”, 1992[21].
- Wpośrodku nocy, tom poezji, Białystok: „Łuk”, 1995[22].
- Kroniki z czasów Mitanni, tom poezji, Warszawa: Wydawnictwo Książkowe „Twój Styl”, 2001[23].
- Ferzan: opowieść, powieść, Warszawa: TOtamTO Art&Media, 2003[24].
- Mistyka pustyni, tom esejów, Warszawa: Narodowe Centrum Kultury, 2011[25].
- Königsberg. Historia rodzinna, tom poezji i esejów, Warszawa: Narodowe Centrum Kultury, 2013[26].
- Psy Egiptu, powieść, Poznań: Zysk i S-ka, 2015[27].
- Rzeczpospolita osobista, tom esejów, Warszawa: Narodowe Centrum Kultury, 2015[28].
- Świnia z twarzą Stalina, proza, Poznań: Zysk i S-ka, 2017[29].
- Gitara i inne demony młodości, powieść, Poznań: Zysk i S-ka 2019[30].
- Influenza magna. U progów wieczności, powieść, Warszawa: Ringier Axel Springer 2021.
- Zabójca szwoleżerów i inne opowiadania, tom opowiadań, Poznań: Zysk i S-ka 2023.